# Salka
Salka (Hongaars:Ipolyszalka) is een Slowaakse gemeente in de regio Nitra, en maakt deel uit van het district Nové Zámky.
Salka telt 1059 inwoners.

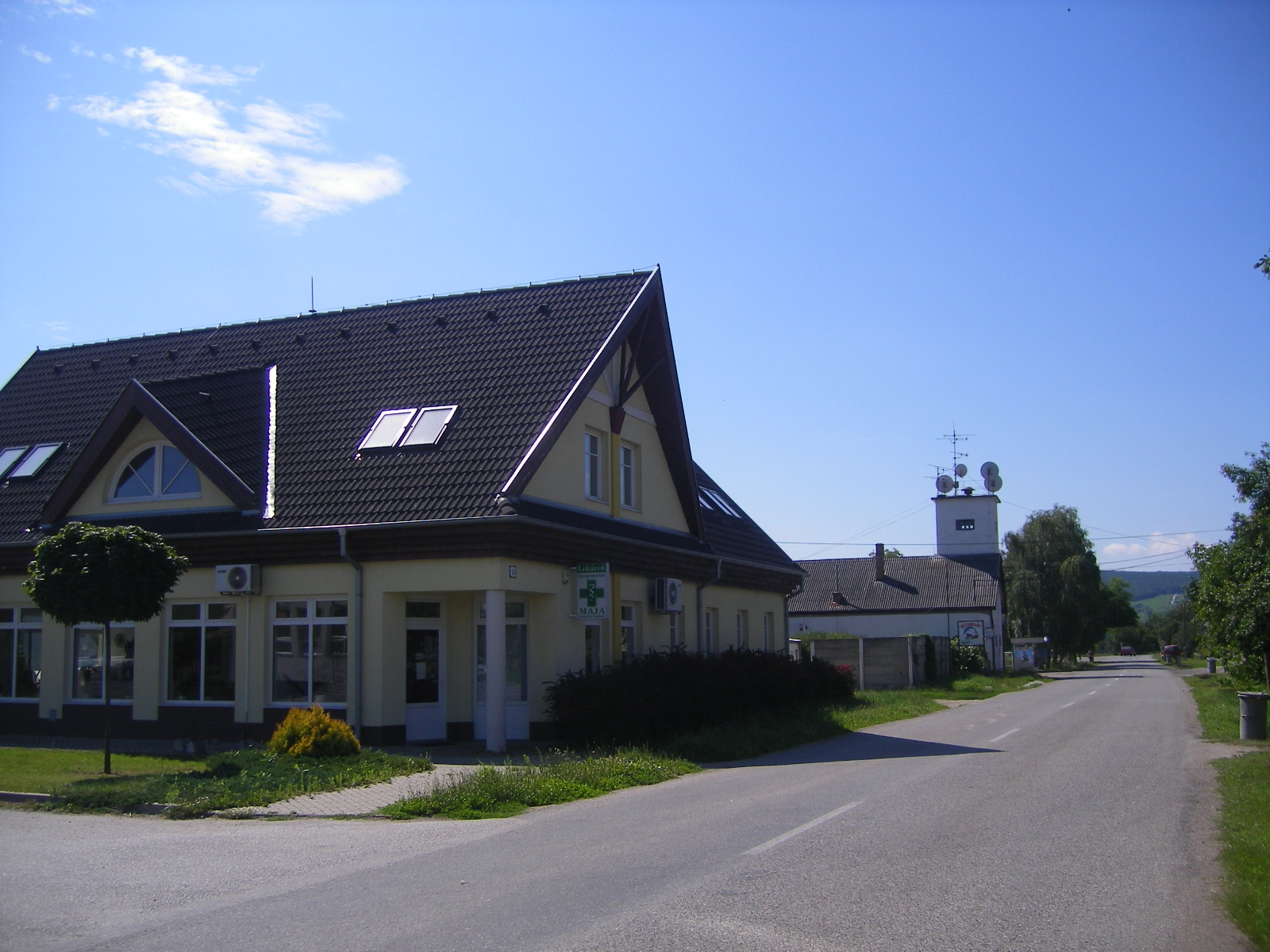
Straatbeeld
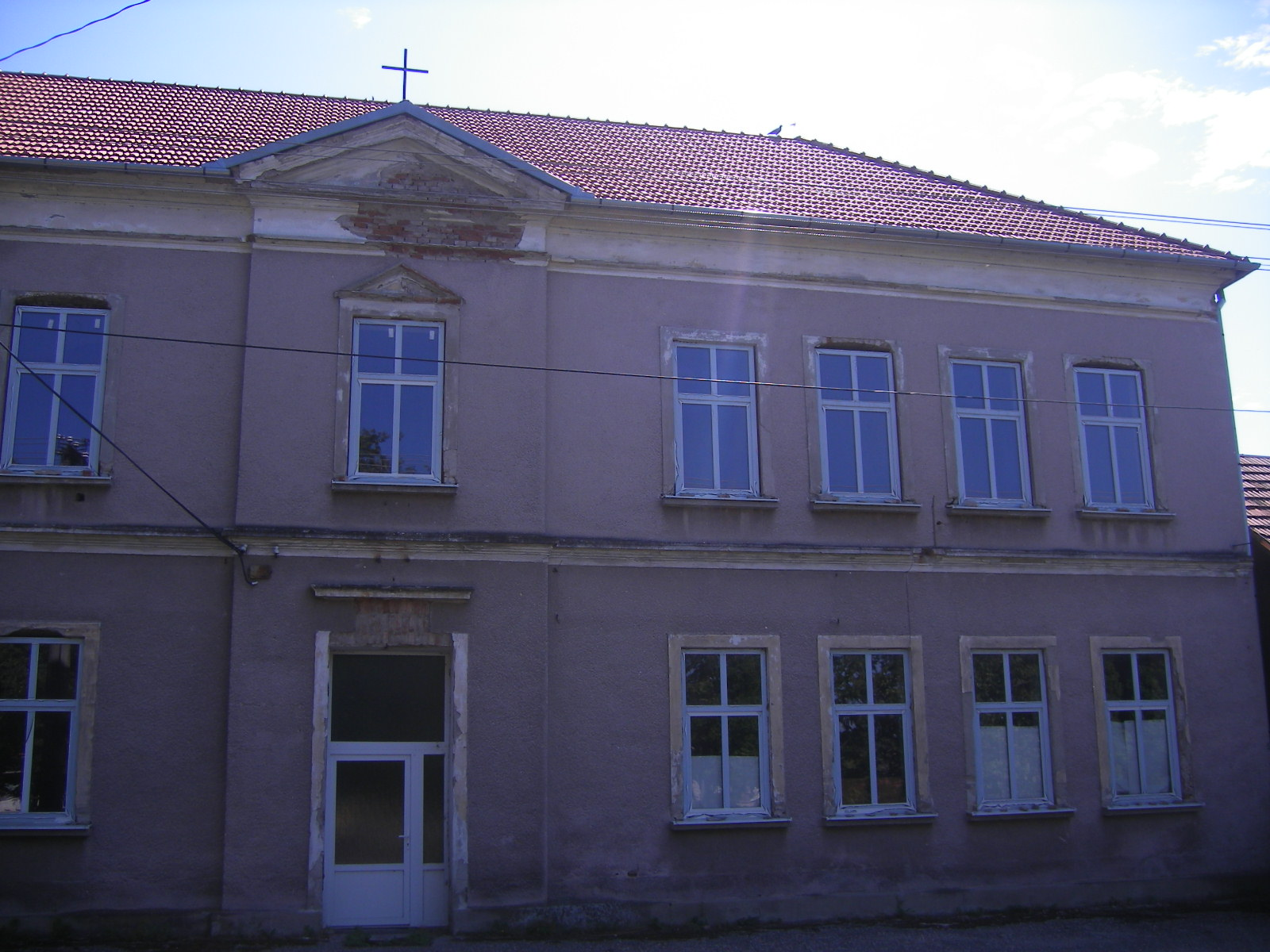
Voormalig schoolgebouw
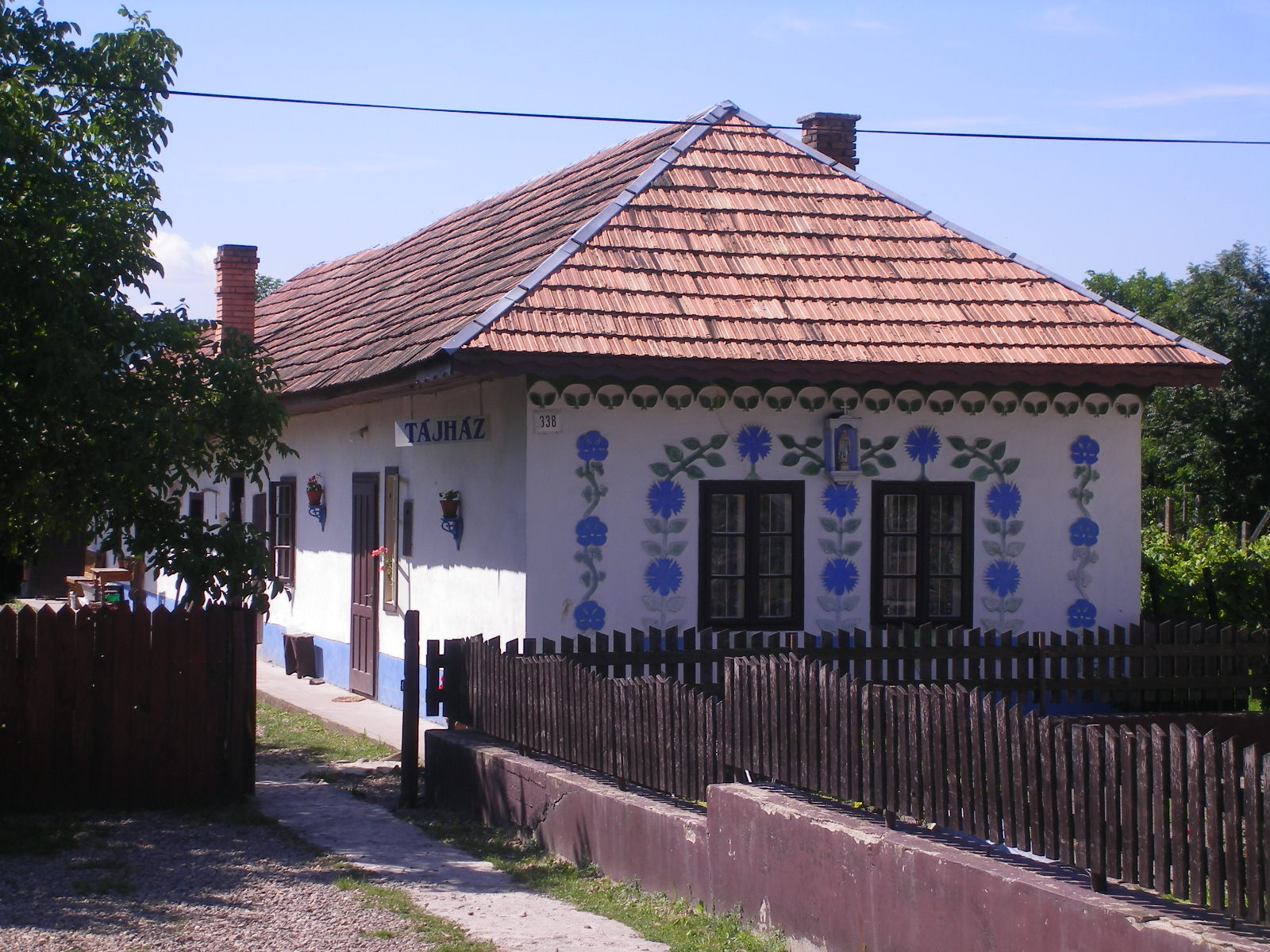
Dorpsmuseum